# Largo al factotum
Largo al factotum 'deixeu pas al factòtum' és la cavatina de Fígaro, personatge de l'òpera de Gioachino Rossini El barber de Sevilla.
A causa de la constant presència de triplets en mètrica de 6/8 a un ritme presto, és considerada com una de les peces per a baríton més dificultoses. A aquesta dificultat cal afegir la de les lletres, amb presència de superlatius "-issimo", en italià, i a la natura embarbussant de les lletres (vegeu Bel canto).

## Llibret
Largo al factotum della città. 

Presto a bottega che l'alba è già.

Ah, che bel vivere, che bel piacere 

per un barbiere di qualità!	

Ah, bravo Figaro!

Bravo, bravissimo!	

Fortunatissimo per verità! 

Pronto a far tutto, 

la notte e il giorno

sempre d'intorno in giro sta.

Miglior cuccagna per un barbiere,

vita più nobile, no, non si da.

Rasori e pettini

lancette e forbici,

al mio comando	

tutto qui sta.	

V'è la risorsa,	

poi, del mestiere

colla donnetta... col cavaliere...	

Tutti mi chiedono, tutti mi vogliono,

donne, ragazzi, vecchi, fanciulle:

Qua la parrucca... Presto la barba...

Qua la sanguigna...

Presto il biglietto...	

Qua la parrucca, presto la barba, 

Presto il biglietto, ehi!

Figaro! Figaro! Figaro!, ecc.

Ahimè, che furia! 

Ahimè, che folla!

Uno alla volta, per carità! 	

Ehi, Figaro! Son qua.

Figaro qua, Figaro là,	

Figaro su, Figaro giù, 	

Pronto prontissimo son come il fulmine:	

sono il factotum della città.		

Ah, bravo Figaro! Bravo, bravissimo;	

a te fortuna non mancherà.

## Miscel·lània
Largo al factotum és una composició que ha servit com a base a molts curtmetratges clàssics d'animació del segle d'or de l'animació americana. Així doncs, entre els personatges que han protagonitzat films on aquesta peça feia de fil conductor de l'argument trobem Woody Woodpecker (The Barber of Seville), Bugs Bunny (Rabbit of Seville) i Tom i Jerry (The Cat Above and the Mouse Below) a més de dos curts de directors ben importants com són Tex Avery (Magical Maestro) i Chuck Jones (One Froggy Evening). Altres personatges amb curts on apareix aquesta aria, si bé de manera tangencial a la trama són Bugs Bunny (Long-Haired Hare), Porky Pig i Daffy Duck (You Ought to Be in Pictures) o El gat Silvestre (Back Alley Oproar -si bé realment aquest curt és un remake del curt de 1941 protagonitzat per Porky Pig Notes to You).
Com a homenatge, Robin Williams interpreta aquesta peça a la pel·lícula Mrs. Doubtfire, amb imatges de dibuixos animats de fons, i Homer Simpson la interpretarà a l'episodi d'Els Simpson The Homer of Seville. Bob Esponja també la interpreta en un episodi.